# Écoivres (Mont-Saint-Éloi)
Écoivres  is een dorp in de Franse gemeente Mont-Saint-Éloi in het departement Pas-de-Calais. Écoivres ligt in het westen van de gemeente, minder dan een kilometer ten zuidwesten van het dorpscentrum van Mont-Saint-Éloi. Het dorp ligt aan de Skarpe.

## Geschiedenis
Oude vermeldingen van de plaats gaan terug tot de 12de eeuw als Squavia en Suavia. Écoivres had Bray als hulpkerk.
Op het eind van het ancien régime werd Écoivres een gemeente. In 1816 werd buurgemeente Bray (59 inwoners in 1806) aangehecht bij Écoivres (233 inwoners in 1806). In 1821 werd de gemeente Écoivres (op dat moment 363 inwoners) opgeheven en aangehecht bij de gemeente Mont-Saint-Éloi (op dat moment 603 inwoners).

## Bezienswaardigheden
- De Église Saint-Joseph. Een 15de-eeuws beeld van Sint-Adrianus en een klokje uit 1555 werden in 1913 geklasseerd als monument historique. Een kerkklok uit 1671 werd geklasseerd in 1943.
- Les Pierres Jumelles, twee menhirs, die in 1889 werden geklasseerd als monument historique.
- Ecoivres Military Cemetery, een Britse militaire begraafplaats uit de Eerste Wereldoorlog, met meer dan 2500 Britse en Franse gesneuvelden.